# Esther Meier
Esther Meier (* 1965) ist eine deutsche Kunsthistorikerin. Sie ist Professorin für Kunstgeschichte an der Technischen Universität Dortmund.

## Ausbildung
Esther Meier studierte an den Universitäten in Marburg, Berlin und Rom Kunstgeschichte, Neuere Deutsche Literaturwissenschaft und Christliche Archäologie. Ihre Dissertation beschäftigte sich mit dem spätmittelalterlichen Bildtypus der Gregorsmesse. 2006 nahm sie ein DAAD-Forschungsstipendium am Rijksbureau voor Kunsthistorische Documentatie in Den Haag und am Rijksmuseum Amsterdam wahr.

## Berufsweg
Ihre Habilitationsschrift befasste sich mit Joachim Sandrart, der als Reformierter für römisch-katholische Kirchen Altargemälde schuf. Seitdem sind konfessionelle Fragen, Kunst und Theologie Arbeitsschwerpunkte von Esther Meier.
Esther Meier arbeitete an den Universitäten Heidelberg (2004/2005), Halle (2010–2012), Gießen (2016 – Vertretungsprofessur), Dortmund (2016/2017) und Köln (2021/2022), 2017 bis 2019 am Germanischen Nationalmuseum in Nürnberg im Rahmen eines DFG-Forschungsprojektes Die deutsche Tafelmalerei des Spätmittelalters. Nachdem sie 2022/2023 eine Vertretung wahrgenommen hatte, wurde sie 2023 zur außerplanmäßigen Professorin an der Technischen Universität Dortmund ernannt. Arbeitsschwerpunkte sind hier „Kunst, Liturgie und Frömmigkeit im Mittelalter und in der frühen Neuzeit“, „Kunst und Konfession in der Frühen Neuzeit“ und Objektbiografien.

## Veröffentlichungen (Auswahl)

### Monografien
- Die Gregorsmesse. Funktionen eines spätmittelalterlichen Bildtypus. Böhlau, Köln u. a. 2006. ISBN 3-412-11805-2 (= Dissertation Universität Marburg 2003), Rezension.
- Kunstproduktion in den Franziskanerklöstern zu Korbach und Meitersdorf (= Dortmunder Schriften zur Kunst / Studien zur Kunstgeschichte. Band 1 = Waldeckische Forschungen. Band 15). Norderstedt 2008, ISBN 978-3-8370-8047-6.
- Handbuch der Heiligen. 
  - Primus Darmstadt 2010, ISBN 978-3-89678-692-0.
  - Wissenschaftliche Buchgesellschaft, Darmstadt 2010, ISBN 978-3-534-22413-5.
- Joachim von Sandrart. Ein Calvinist im Spannungsfeld von Kunst und Konfession. Schnell + Steiner, Regensburg 2012, ISBN 978-3-7954-2573-9.
- Sakralkunst am Hof zu Dresden. Kontext als Prozess. Dietrich-Reimer, Berlin 2015, ISBN 978-3-496-01545-1.
- Nach dem Bildersturm: Die Ausstattung katholischer Kirchen in Antwerpen und der niederländischen Republik. Dietrich-Reimer, Berlin 2021, ISBN 978-3-496-03048-5.